# Cicer
Tribu
Genre
Classification phylogénétique
Cicer est un genre de plantes dicotylédones de la famille des Fabaceae, sous-famille des Faboideae, originaire du bassin méditerranéen, du Moyen-Orient et d'Asie occidentale, qui comprend une quarantaine d'espèces acceptées. C'est l'unique genre de la tribu des Cicereae (tribu monotypique).
L'espèce-type du genre Cicer est Cicer arietinum, qui est aussi la seule qui ait été domestiquée et est largement cultivée pour la production de graines comestibles, les pois-chiches.

## Liste d'espèces
Selon The Plant List (14 juillet 2018) :
- Cicer acanthophyllum Boriss.
- Cicer anatolicum Alef.
- Cicer arietinum L.
- Cicer atlanticum Maire
- Cicer balcaricum Galushko
- Cicer baldshuanicum (Popov) Lincz.
- Cicer bijugum Rech.f.
- Cicer canariense A.Santos & G.P.Lewis
- Cicer chorassanicum (Bunge) Popov
- Cicer cuneatum A.Rich.
- Cicer echinospermum P.H.Davis
- Cicer fedtschenkoi Lincz.
- Cicer flexuosum Lipsky
- Cicer floribundum Fenzl
- Cicer graecum Boiss.
- Cicer grande (Popov) Korotkova
- Cicer heterophyllum Contand. & al.
- Cicer incanum Korotkova
- Cicer incisum (Willd.) K.Maly
- Cicer isauricum P.H.Davis
- Cicer judaicum Boiss.
- Cicer kermanense Bornm.
- Cicer korshinskyi Lincz.
- Cicer laetum Rassulova & Sharipova
- Cicer luteum Rassulova & Sharipova
- Cicer macracanthum Popov
- Cicer microphyllum Benth.
- Cicer mogoltavicum (Popov) A.S.Korol.
- Cicer montbretii Jaub. & Spach
- Cicer multijugum Maesen
- Cicer nuristanicum Kitam.
- Cicer oxyodon Boiss. & Hohen.
- Cicer paucijugum (Popov) Nevski
- Cicer pinnatifidum Jaub. & Spach
- Cicer pungens Boiss.
- Cicer rassulovae Lincz.
- Cicer rechingeri Podlech
- Cicer reticulatum Ladiz.
- Cicer songaricum DC.
- Cicer spiroceras Jaub. & Spach
- Cicer stapfianum Rech.f.
- Cicer subaphyllum Boiss.
- Cicer tragacanthoides Jaub. & Spach
- Cicer yamashitae Kitam.